# Foldit
Foldit — онлайн-головоломка про фолдинг білків. Гра є частиною дослідницького проєкту і розроблена у Вашингтонському університеті. Гравці отримують послідовність амінокислот або частково згорнутий білок і повинні знайти конформацію із найменшою вільною енергією. Найкращі рішення користувачів аналізують вчені, які можуть з їх допомогою знайти рішення реальних наукових проблем, пов'язаних з пошуком вакцин і біологічними інноваціями. Перші успіхи Foldit були пов'язані із відкриттям структури конкретних білків, проте згодом вона дала можливість вирішити і складніші завдання, такі як розробка алгоритму для передбачення конформації білкових молекул.

## Особливості гри

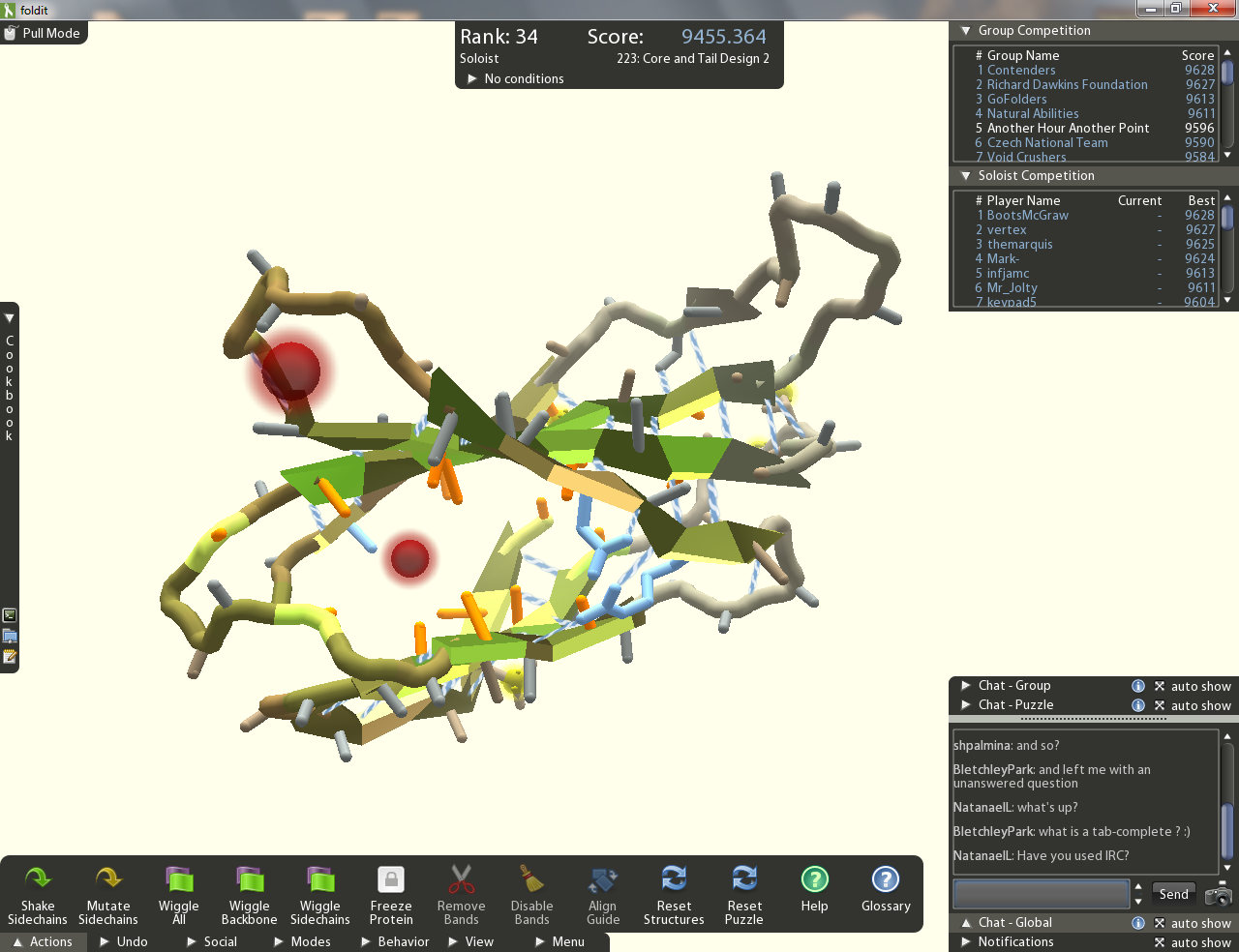
Знімок з головоломки

Ціль головоломки полягає у пошуку тримірної структури певного білка із найнижчим рівнем вільної енергії. Кожне завдання публікується на сайті на певний визначений термін, впродовж якого користувачі змагаються між собою. Існує також набір постійно доступних головоломок, розроблений для ознайомлення нових користувачів із особливостями Foldit. Під час гри гравці інтерактивно маніпулюють молекулою, змінюючи форму основного каркаса і положення бічних груп, вони можуть також обертати α-спіралі навколо свої осі, змінювати сполучення ланцюгів у β-структурах, накладати слабкі обмеження у певних ділянках («rubber bands») або «заморожувати» їх. Також користувачам надається панель інструментів для виконання автоматизованих завдань, наприклад, команда «wiggle» дозволяє локально мінімізувати енергію. Багато технічних термінів у грі замінені на зрозуміліші для людей без відповідної підготовки, для того щоб зробити її доступною для всіх. Більшість із найкращих гравців Foldit не мають біохімічної освіти.
Користувач отримує інформацію про те, наскільки добре йому вдається згортати білок, у формі балів, які нараховуються, зокрема, за утворення нових водневих зв'язків, заховання гідрофобних залишків всередину молекули тощо. Також програма дає гравцям підказки, наприклад підсвічує ділянки, у яких певні групи стикаються і їх слід розвести, відкриті гідрофобні ділянки, які слід сховати, порожнини, які слід заповнити. Вебсайт дозволяє користувачам ділитись одне із одним варіантами рішень, обгвороювати їх, а також робити внесок до вікі присвяченої Foldit.

## Історія створення
Історія гри розпочалась з проєкту розподілених обчислень Rosetta@home, який дозволяв охочим надавати вільну обчислювальну потужність своїх комп'ютерів для дослідження структури білків. Деякі користувачі відзначили, що в процесі розрахунку бачать шляхи рішення, але не можуть взаємодіяти з програмою для того, щоб їх показати. Основними розробниками гри стали вчені Девід Бейкер (David Baker), Девід Салесін (David Salesin) і Зоран Поповіч (Zoran Popović); втім, в її розробці брали участь багато користувачів проєкту Rosetta. Публічний випуск бета-версії відбувся в травні 2008 року; з цього моменту було зареєстровано більше 240 000 гравців. Foldit і подібні ігри наукового характеру мають великий потенціал залучення нових учасників, враховуючи те, що сотні мільйонів людей проводять по 3 мільярди годин на тиждень за відеоіграми.
Foldit відрізняться від багатьох краудсорсингових проєктів тим, що цей проєкт не тільки дозволяє розв'язати складні завдання зусиллями багатьох людей, а й виявити серед них найздібніших. Зоран Поповіч висловився про цей аспект гри таким чином:
|  | Ми хочемо, щоб в кінцевому результаті, прості люди грали у гру і могли стати кандидатами на отримання Нобелівської премії.Оригінальний текст (англ.) Our ultimate goal is to have ordinary people play the game and eventually be candidates for winning the Nobel Prize. |

## Досягнення

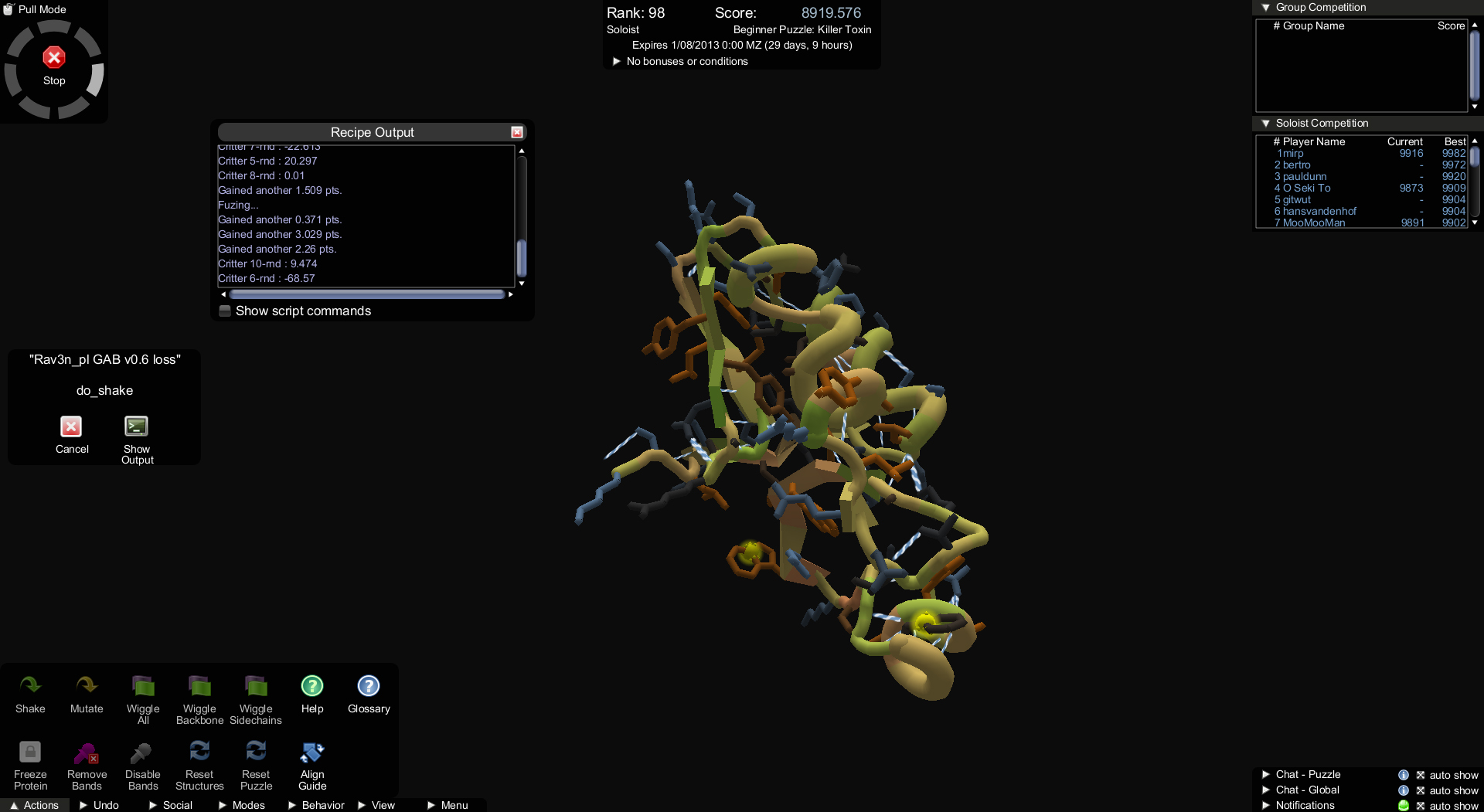
Знімок з головоломки

У першій публікації присвяченій Foldit група Бейкера показала, що гравці часто можуть краще передбачати просторову структуру білків ніж програма Rosetta. 2011 року гравці допомогли розшифрувати кристалічну структуру ретровірусної протеази мавпячого вірусу (англ. Mason-Pfizer monkey virus, M-PMV), що викликає СНІД у мавп. Головоломка була доступна лише три тижні, але розшифровка була виконана вже на десятий день, при цьому дана проблема ставила учених у глухий кут протягом 15 років. Після того, як правильність розгадки була підтверджена, гра Foldit почала розцінюватись спільнотою вчених як доцільний інструмент.
У січні 2012 року Scientific American повідомив, що гравці завершили перший краудсорсинговий проєкт зі зміни структури ферменту, який каталізує реакцію Дільса-Альдера.. Ця реакція широко використовується у синтетичній хімії для виробництва різноманітних речовин, таких як пестициди, медичні препарати тощо. Група Бейкера створила з нуля фермент для каталізу цієї реакції, проте він мав дуже низьку активність через надто відкриту кишеню, в якій відбувається зв'язування субстратів. Спроби покращити фермент не увінчались успіхом, після чого вчені звернулись до спільноти Foldit. Вони запропонували гравцям два завдання: модифікувати одну із чотирьох петель білка таким чином, щоб вона краще взаємодіяла із реагентами, і запропонувати шляхи стабілізації нової петлі. Гравці створили близько 70 000 розв'язків першого завдання і 11 000 — другого. Вчені вибрали найкращі рішення і синтезували деякі із запропонованих білків, в результаті їм вдалось отримати фермент у 18 раз активніший за вихідний, у порівнянні із яким він мав 13 додаткових амінокислот.
Окрім передбачення структури відомих білків, та створення нових, що повинні підходити для заданих цілей, розробники Foldit запропонували гравцям допомогти у створенні алгоритмів для автоматизованого виконання цих завдань. Такі «рецепти» створюються або на спеціальній мові скриптів, або за допомогою графічного інтерфейсу. Кожен гравець має власну «кулінарну книгу» (англ. cookbook) з алгоритмами. Гравці можуть ділитись рецептами одне з одним, вдосконалювати та комбінувати алгоритми інших, бо це відбувається у спільноті, що займається розробкою вільного програмного забезпечення, хоча, при бажанні, автор може зробити свій рецепт недоступним для інших. Можливість редагувати скрипти одне одного створює умови для їх еволюціонування. Станом на серпень 2010 року найуспішнішими «рецептами» були «Blue Fuse», який виник із «Acid Tweeker v0.5», за три з половиною місяці дослідження різні користувачі використовували його більше 24 тисяч разів, і «Quake», використаний близько 8 тисяч раз. З'ясувалось, що «Blue Fuse» має багато спільного із неопублікованим «Fast Relax», над яким працювали вчені у лабораторії Бейкера. Порівняння цих двох стратегій між собою і з «Classic Relax» — алгоритмом, який використовувався раніше, показало, що вони обидві ефективніші за старий алгоритм. «Fast Relax» все ж давав дещо кращі результати ніж «Blue Fuse», що частково пов'язано із тим, що гравці, на відміну від вчених, не мають доступу до всіх функцій оптимізації Rosetta. Якщо застосувати такі ж обмеження до алгоритму вчених, то він все одно може забезпечити досягнення нижчих значень енергії, але користувацький алгоритм швидше справляється із завданнями.